# Кодаешти (Васлуј)
Кодаешти (рум. Codăeşti) насеље је у Румунији у округу Васлуј у општини Кодаешти. Oпштина се налази на надморској висини од 203 m.

## Становништво
Према подацима из 2002. године у насељу је живело 4766 становника, од којих су сви румунске националности.

### Хронологија
| Година       | 1992 | 1993 | 1994 | 1995 | 1996 | 1997 | 1998 | 1999 | 2000 | 2001 | 2002 | 2003 | 2004 | 2005 | 2006 | 2007 | 2008 | 2009 | 2010 | 2011 | 2012 | 2013 | 2014 | 2015 | 2016 | 2017 |
| ------------ | ---- | ---- | ---- | ---- | ---- | ---- | ---- | ---- | ---- | ---- | ---- | ---- | ---- | ---- | ---- | ---- | ---- | ---- | ---- | ---- | ---- | ---- | ---- | ---- | ---- | ---- |
| Становништво | 5263 | 5155 | 5089 | 5056 | 5021 | 5026 | 5049 | 5056 | 5090 | 5078 | 5048 | 5053 | 5026 | 5037 | 4988 | 4933 | 4896 | 4865 | 4840 | 4813 | 4759 | 4695 | 4635 | 4593 | 4557 | 4469 |